# Oberhörlen
Oberhörlen is een plaats in de Duitse gemeente Steffenberg, deelstaat Hessen, en telt 821 inwoners (2005).

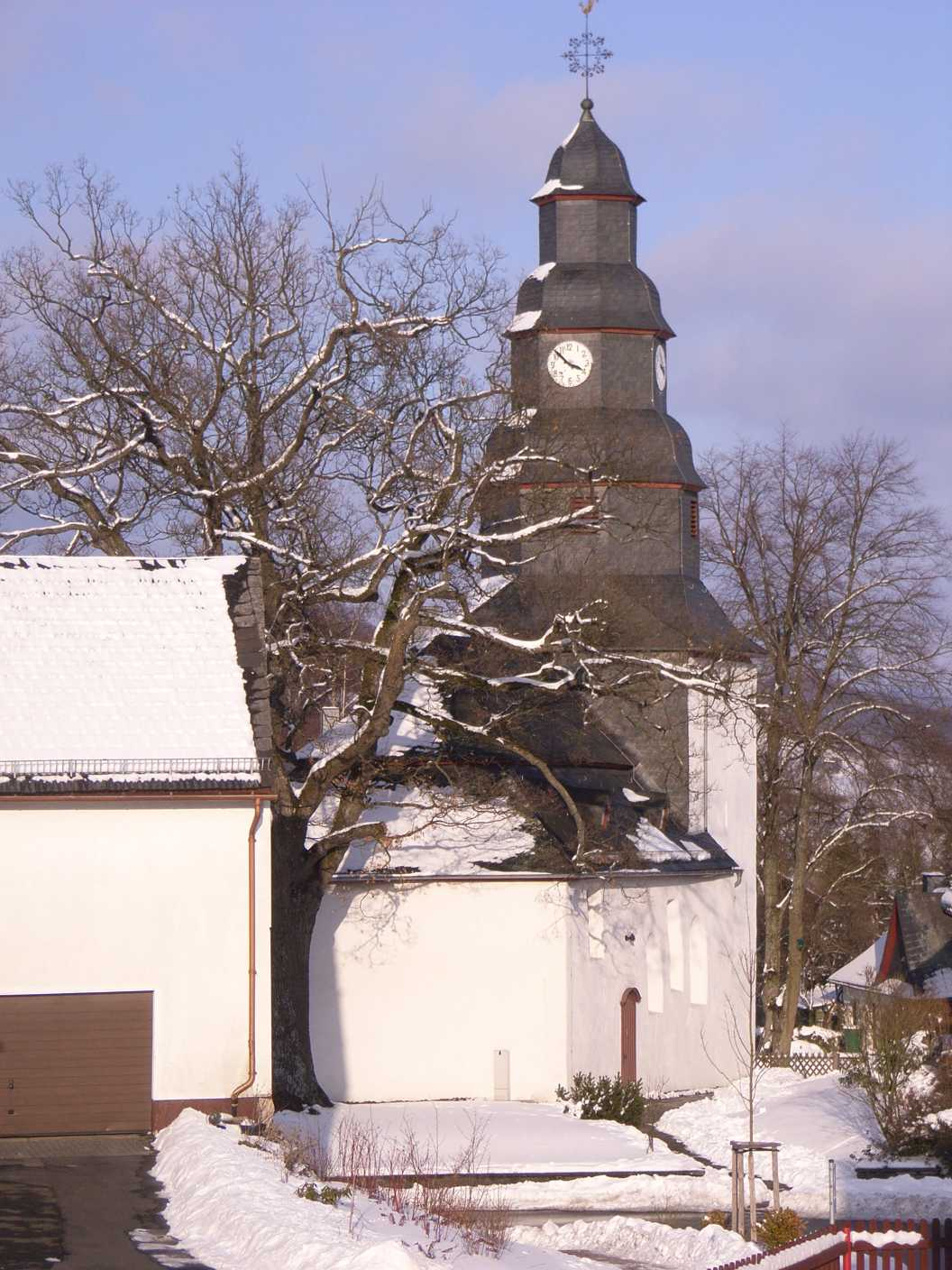
Kerk van Oberhörlen
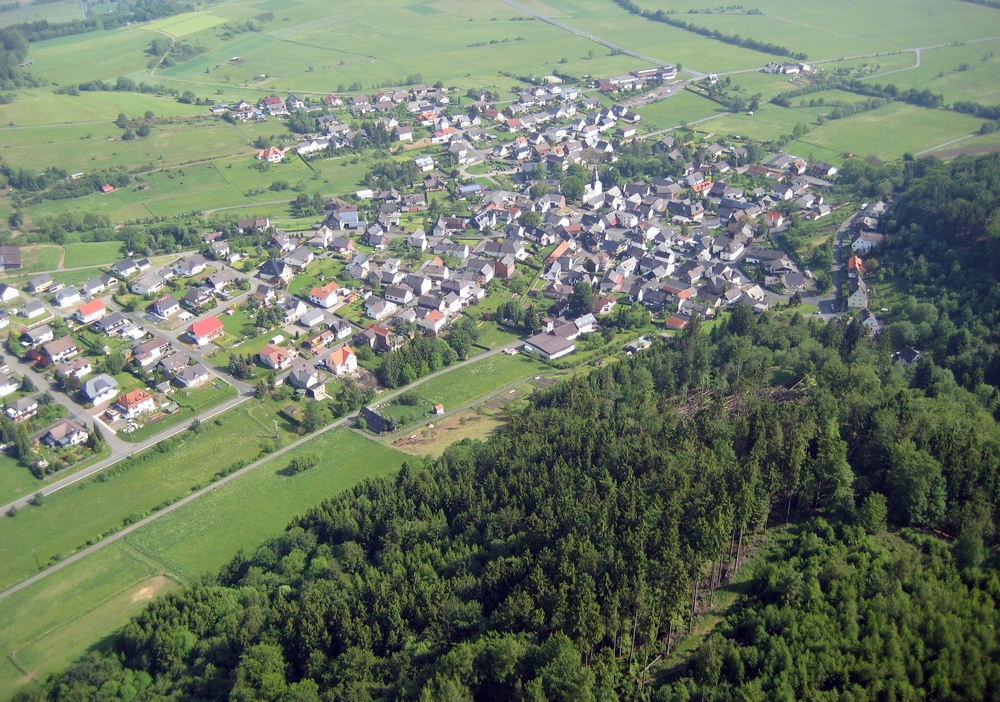
Oberhörlen